# Parc marin (Helsinki)
Le Parc marin (en finnois : Meripuisto), est un parc de jeux du quartier de Ullanlinna  à Helsinki en Finlande,.

## Présentation
Le parc Meripuisto est d’une superficie de 2,27 hectares. Le parc est divisé en zones fonctionnelles. Des pommiers à feuilles de prunier et des pommiers pourpres ont été plantés dans le coin du parc attenant au Kaivopuisto.
L'ancienne marina a été transformée en une plage de sable pour le parc. 
Des chemins de pierre traverssent le parc, avec des places assises du côté de Merikatu. 
Les espaces sont bordés de pivoines, de muguets, de lilas et de cerisiers en fleurs.